# Калитвенська
Калитвенська — станиця; адміністративний центр Калитвенського сільського поселення у Кам'янському районі Ростовської області.
Єдина станиця у Кам'янському районі.
Населення - 1041 особа (2010 рік).

## Географія
Розташована на лівому березі Сіверського Дінця.

### Вулиці
| - вул. Ворошилова, - вул. Горького, - вул. Калініна, - вул. Кірова, - вулиця Кооперативна, - вулиця Червоноармійська, - вул. Куйбишева, - вул. Леніна, - вул. Немальцева, | - Пароходна вулиця, - Піонерська вулиця, - вул. Пушкіна, - Садова вулиця, - Радянська вулиця, - Степова вулиця, - вул. Фрунзе, - вул. Фурманова, - вул. Щаденко. |

## Історія
З Енциклопедичного довідника Брокгауза й Ефрона:
Калитвенська станиця Донецького округу, області Війська Донського, у 13 верстах дона південний східвід округу станиці Кам'янської, на лівому березі Сіверського Дінця. Мешканців 20025  осіб. Церква, однокласне парафіяльне училище. В околицях, у крейдяний системі, залягає величезними пластами кварцовий піщаник - так званий «Калитвенський камінь», крихкий, але дуже красивий в обробці й тому використовується на споруди.

В часи СРСР в станиці існував колгосп імені XXII партз'їзду, лист працівників якого замуровано в будівлю адміністрації і повинне бути розкрите у день 100-річчя колгоспу.

## Інфраструктура

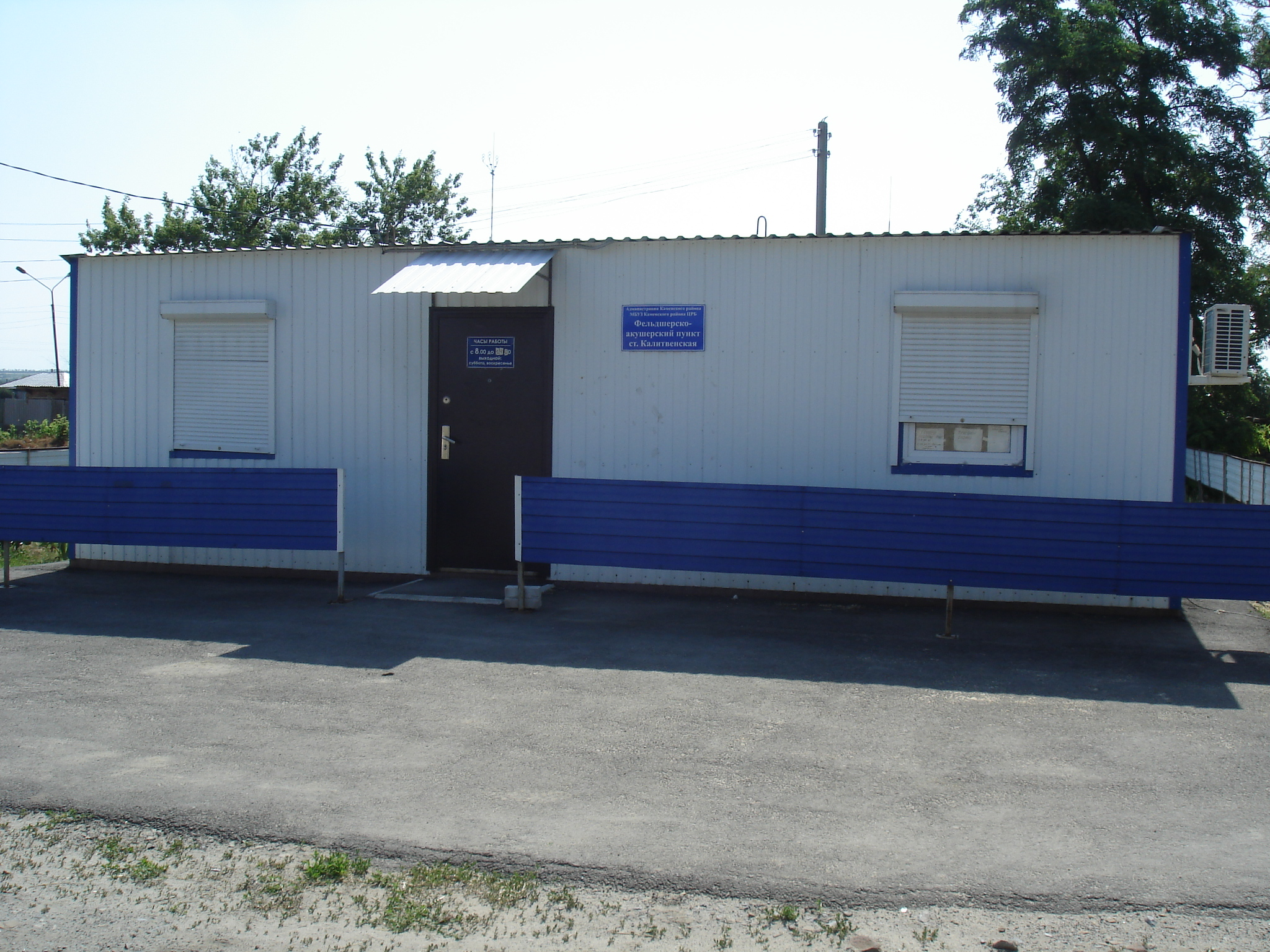
Калитвенський фельдшерсько-акушерський пункт

В станиці є Будинок культури, дитячий майданчик, 2 ФАП, школа і магазини, 2 фельдшерських пункти, амбулаторія. Тут діють близько 40 організацій і підприємств, що займаються в основному сільським господарством. Найбільшим сільськогосподарським підприємством є колгосп «Станичник». Біля річки Донець влітку працюють оздоровчі табори.
На березі Дінця створено піщаний пляж, на якому проводяться змагання з пляжного футболу. Раніше поруч з пляжем існувала переправа на Білу Калитву, що тепер не існуюча.

## Пам'ятки

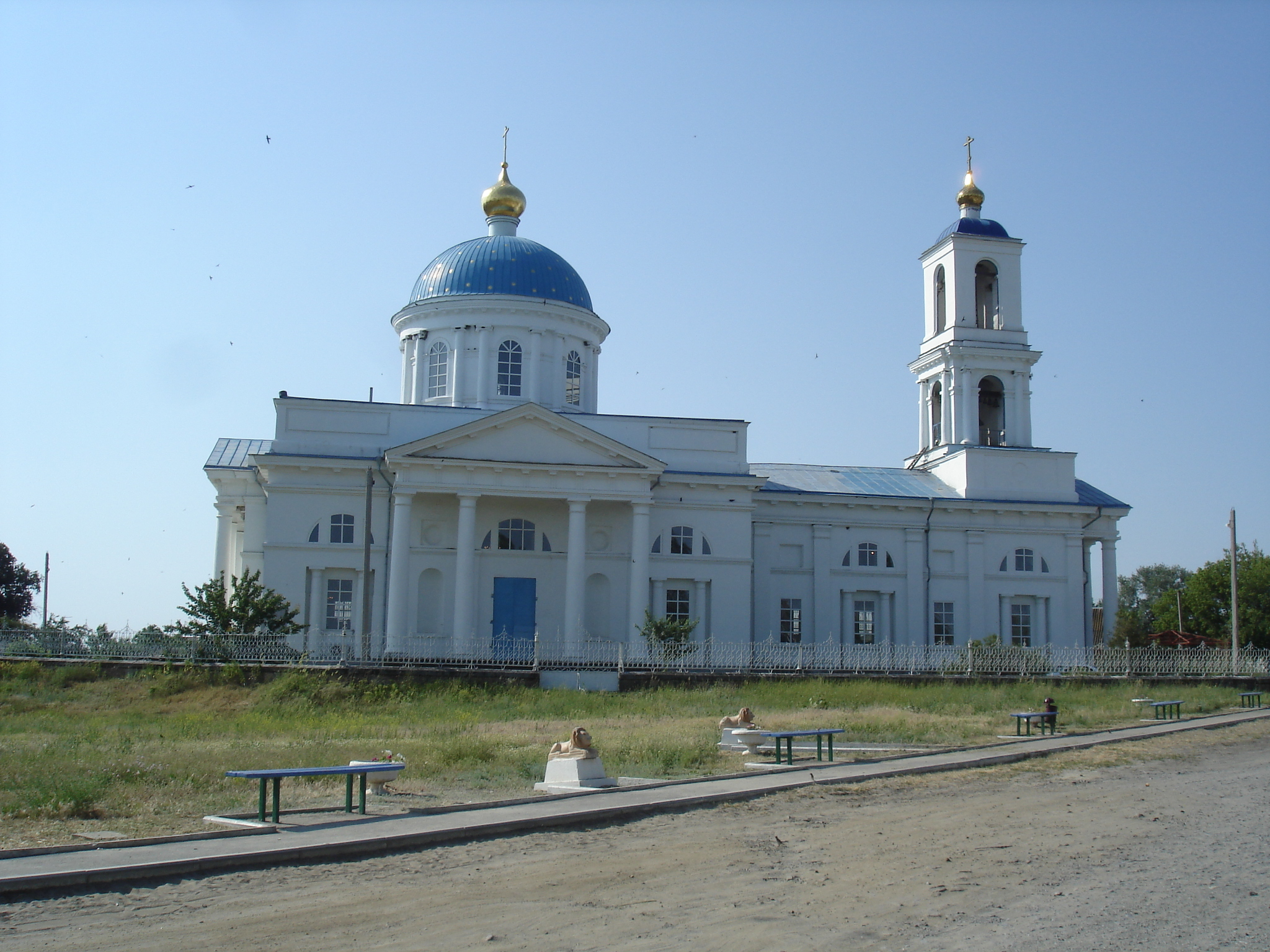
Церква Успіння Пресвятої Богородиці

Церква Успіння Пресвятої Богородиці. Побудована на початку XIX сторіччя за проектом архітектора Івана Старова в стилі російського класицизму. Іконостас створювався за участю італійських майстрів. Після німецько-радянської війни в будівлі храму був склад добрив. В кінці 1980-х років почалося відновлення храму.
- Пам'ятник В.І. Леніну.
- Палац культури і спорту.
- Пам'ятник воїнам Великої Вітчизняної війни в станиці Калитвенської з меморіальними дошками учасникам війни — мешканців станиці.
- Старе козацьке кладовище з надгробками XIX сторіччя.
- «Літопис Калитвенської церкви», м. Новочеркаськ, друкарня «Донської газети» 1884 р. (24 стор.). Джерело: «Донська державна публічна бібліотека».

Посилання. [Архівовано 2 лютого 2017 у Wayback Machine.]